# وزارة الطاقة والمعادن (صوماليلاند)
وزارة الطاقة والمعادن (بالصومالية: Wasaaradda Tamarta iyo Macdanta Somaliland)‏ هي إحدى الهيئات الحكومية في أرض الصومال. تختص الوزارة بوضع وتنفيذ السياسات المتعلقة بالكهرباء والمعادن والبترول والمنتجات البترولية، والوزير الحالي هو جامع محمود عقال.

## نطاق الأنشطة

### عمليات قطاع الطاقة
- تبدأ وزارة التنمية الدولية في صوماليلاند برنامجًا جديدًا مدته خمس سنوات (2014-2019) لتحسين الوصول إلى الكهرباء من خلال إدخال الشبكات الهجينة المصغرة في أرض الصومال. سيتم تنفيذ البرنامج على مرحلتين [6]
- تطلق أدرا، أرض الصومال، مشروعًا جديدًا مدته ثلاث سنوات (2015-2017) للمساهمة في التخفيف من حدة الفقر، والحد من الهشاشة، وتخفيف آثار تغير المناخ لسكان المناطق الريفية وشبه الحضرية في أرض الصومال.

## كتل النفط في أرض الصومال

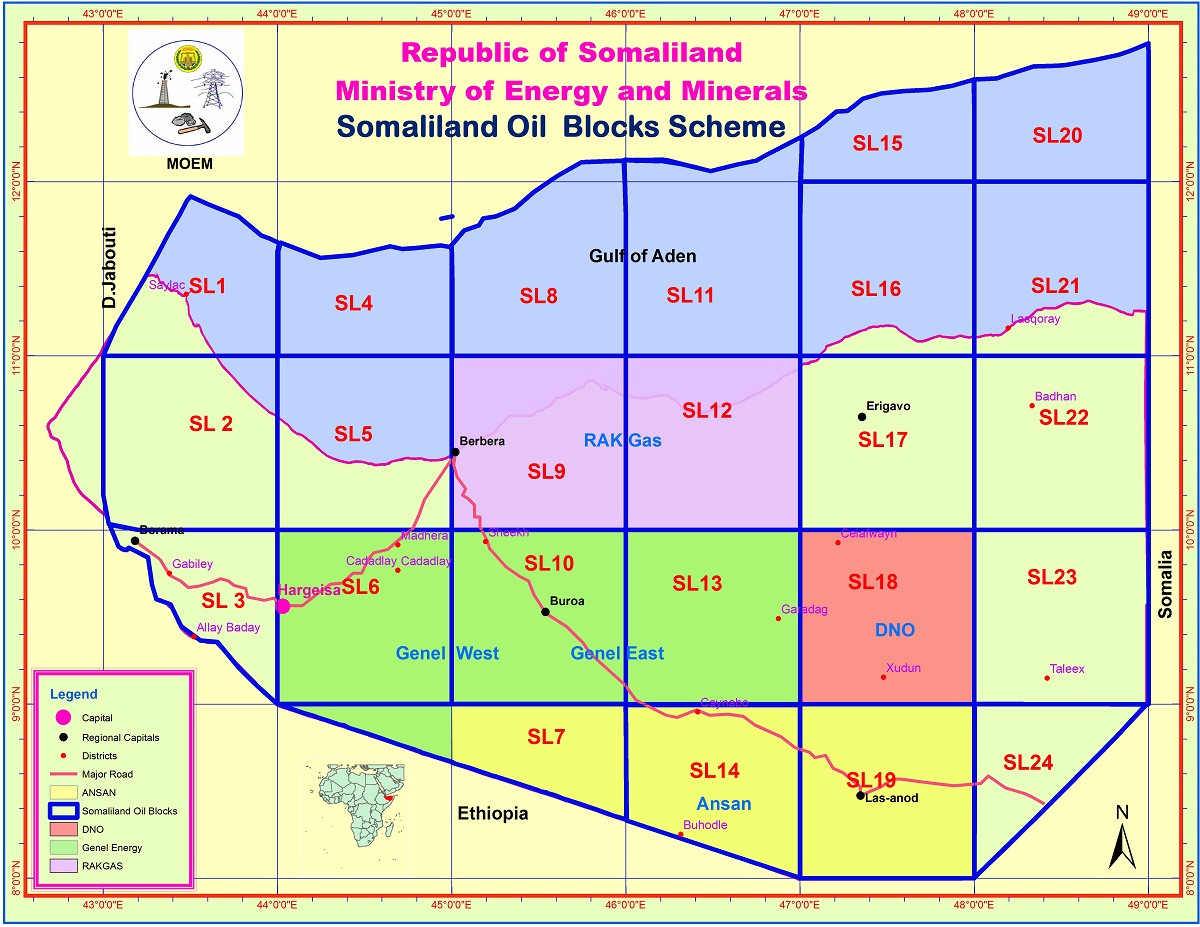
كتل النفط في أرض الصومال.

### جينيل للطاقة
في أغسطس 2012 ، مُنحت شركة Genel رخصة استكشاف للكتل البرية SL-10-B وSL-13 في أرض الصومال، مع 75٪ مصلحة عمل في كليهما. وسعت Genel وجودها في نوفمبر 2012 من خلال الاستحواذ على حصة مشاركة بنسبة 50 ٪ في اتفاقية مشاركة الإنتاج في Odwayne والتي تغطي كتل SL-6 وSL-7 وSL-10A.
أرض الصومال البرية هي منطقة غير مستكشفة نسبيًا، حيث تم حفر القليل من الآبار الاستكشافية. الحجم الإجمالي للكتل يعادل تقريبًا إقليم كردستان العراق بأكمله.
انتهزت جينيل الفرصة بسبب المؤشرات المشجعة بما في ذلك تسرب النفط على الشاطئ والبيانات الجيولوجية الحالية التي تظهر الظروف المواتية لتراكم الهيدروكربونات في العديد من كتل الصدع المائلة الكبيرة والأحواض الفرعية. بالإضافة إلى ذلك، كانت أحواض أرض الصومال متجاورة مع اليمن قبل افتتاح خليج عدن في أوليجوسين-ميوسين - ومن المتوقع وجود تسلسلات رسوبية وأنماط هيكلية مماثلة في أرض الصومال.
تستهدف الوزارة موارد تزيد عن 1 بليون برميل (160×106 م3) في كتل SL-10B وSL-13. تحتوي كتلة Odewayne على إمكانات موارد مماثلة لهذا، وتستهدف بالترتيب 1 بليون برميل (160×106 م3) .
تم الحصول على الجاذبية وaeromag وتفسيرها على مساحة 40.000 كيلومتر مربع بالكامل.

### DNO ASA
أوسلو، 8 سبتمبر 2014 - أعلنت شركة DNO ASA ، مشغل النفط والغاز النرويجي، اليوم أنها حصلت على تمديد لمدة عامين لاتفاقية مشاركة الإنتاج الخاصة بها في بلوك SL18 في أرض الصومال. ستنتهي فترة الاستكشاف الأولى الآن في 8 نوفمبر 2017.
يعتبر Block SL18 ، الذي تمتلك فيه DNO حصة 50 بالمائة كمشغل، بمثابة كتلة استكشاف حدودية. أكمل الشركاء المسح الميداني ودراسات التقييم البيئي حول الكتلة وسيبدأون برنامج اقتناء زلزالي مخطط بمجرد أن تضع حكومة أرض الصومال وحدة حماية النفط المخطط لها (OPU) لدعم شركات النفط الدولية العاملة في أرض الصومال. من المتوقع أن يتم تشغيل OPU في عام 2015 
في غضون ذلك، إذا سمحت الظروف الأمنية، ستستأنف DNO برنامج تطوير يركز على حفر آبار المياه لتزويد المجتمعات المحلية في المناطق التي يغطيها Block SL18 بمياه الشرب.

## الوزراء
| وزير            | فترة                         | المرجع |
| --------------- | ---------------------------- | ------ |
| قاسم شيخ يوسف   | 5 يوليو 2003-27 يوليو 2010   |        |
| حسين عبدي دويله | 27 يوليو 2010-14 ديسمبر 2017 |        |
| جامع محمود عقال | 14 ديسمبر 2017 - حتى الآن    |        |